# Taeniotes amazonum
Taeniotes amazonum là một loài bọ cánh cứng trong họ Cerambycidae.